# Filialkirche St. Johann am Kirchberg

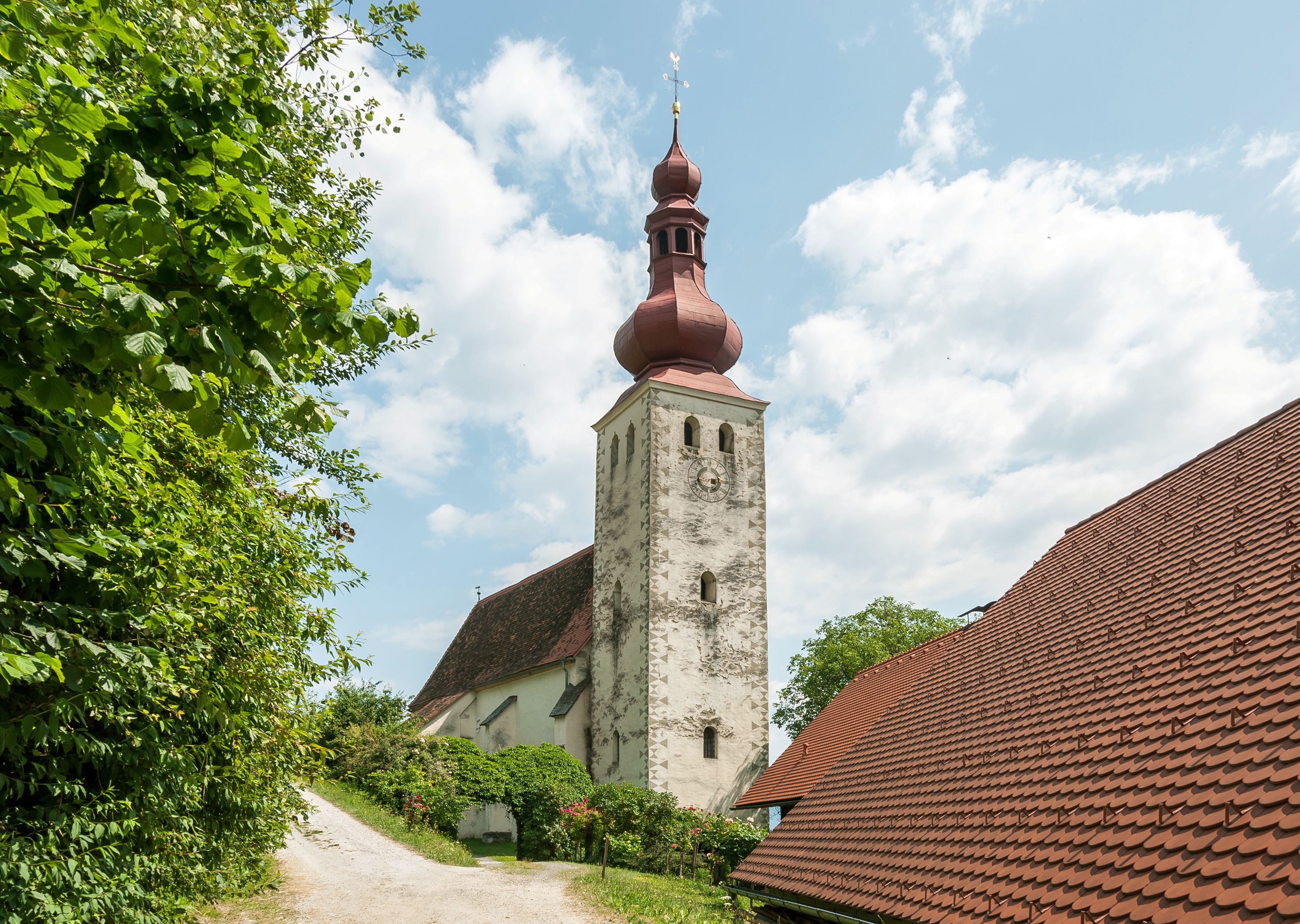
Die Kirche im Juli 2013

Die Kirche hl. Johannes der Täufer ist eine römisch-katholische Filial- und Wallfahrtskirche in der Ortschaft Kirchberg der Marktgemeinde Maria Lankowitz in der Steiermark. Sie ist der Pfarrkirche Maria Lankowitz untergeordnet. Ihre Geschichte führt bis in das Ende des 14. Jahrhunderts zurück.

## Standort
Die Kirche steht in Kirchberg, einem Streusiedlungsgebiet nördlich der Marktgemeinde Maria Lankowitz.

## Geschichte
Die Kirche wurde erstmals 1394 urkundlich erwähnt; das heutige spätgotische Gebäude stammt aus dem Jahr 1525. Bis 1786 war die Kirche der Pfarrkirche Köflach untergeordnet, seitdem ist sie eine Filiale der Pfarrkirche Maria Lankowitz. Eine Restaurierung der Innenseite fand 1980/81 statt.

## Beschreibung

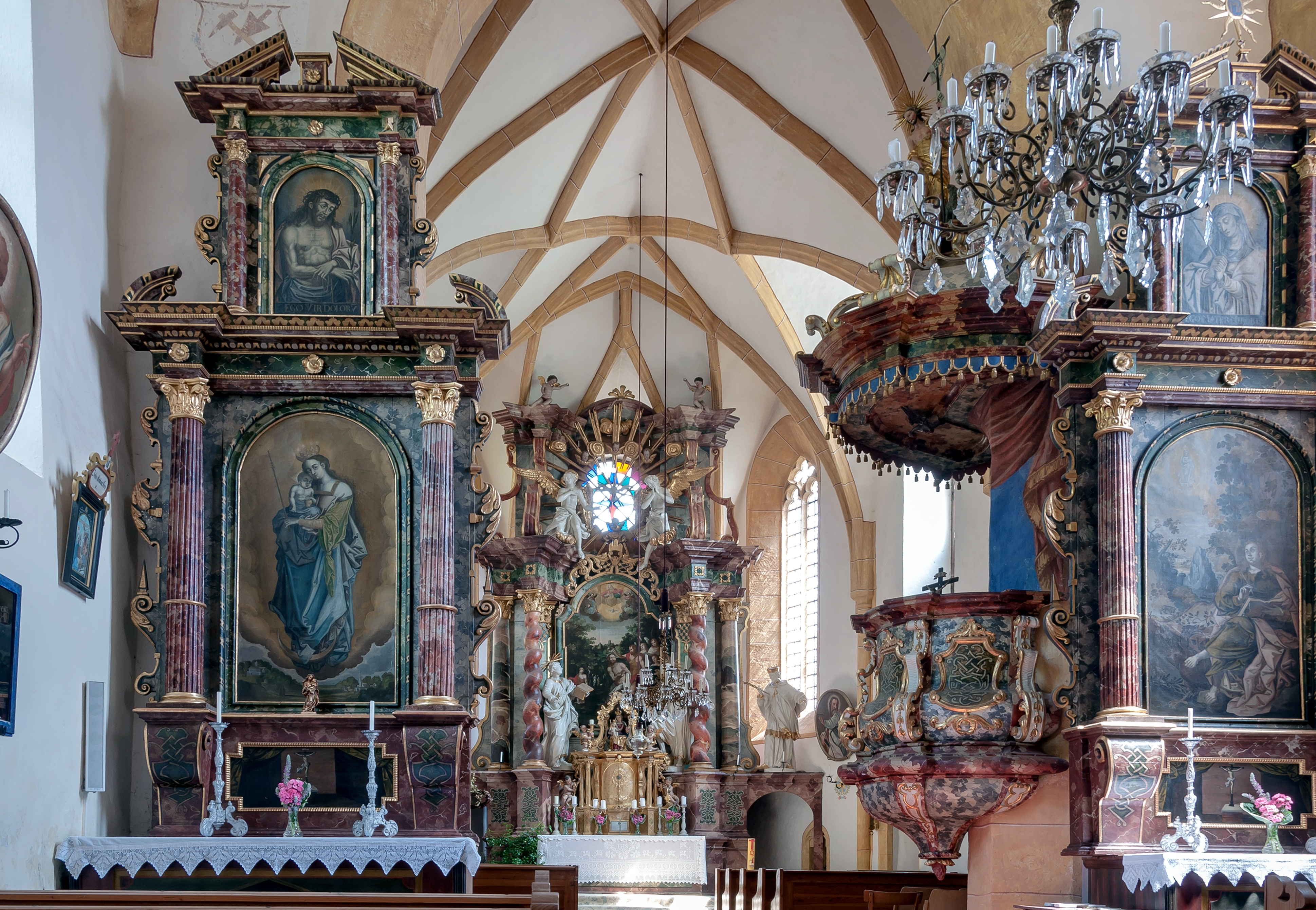
Blick auf den Hochaltar und die beiden Seitenaltäre

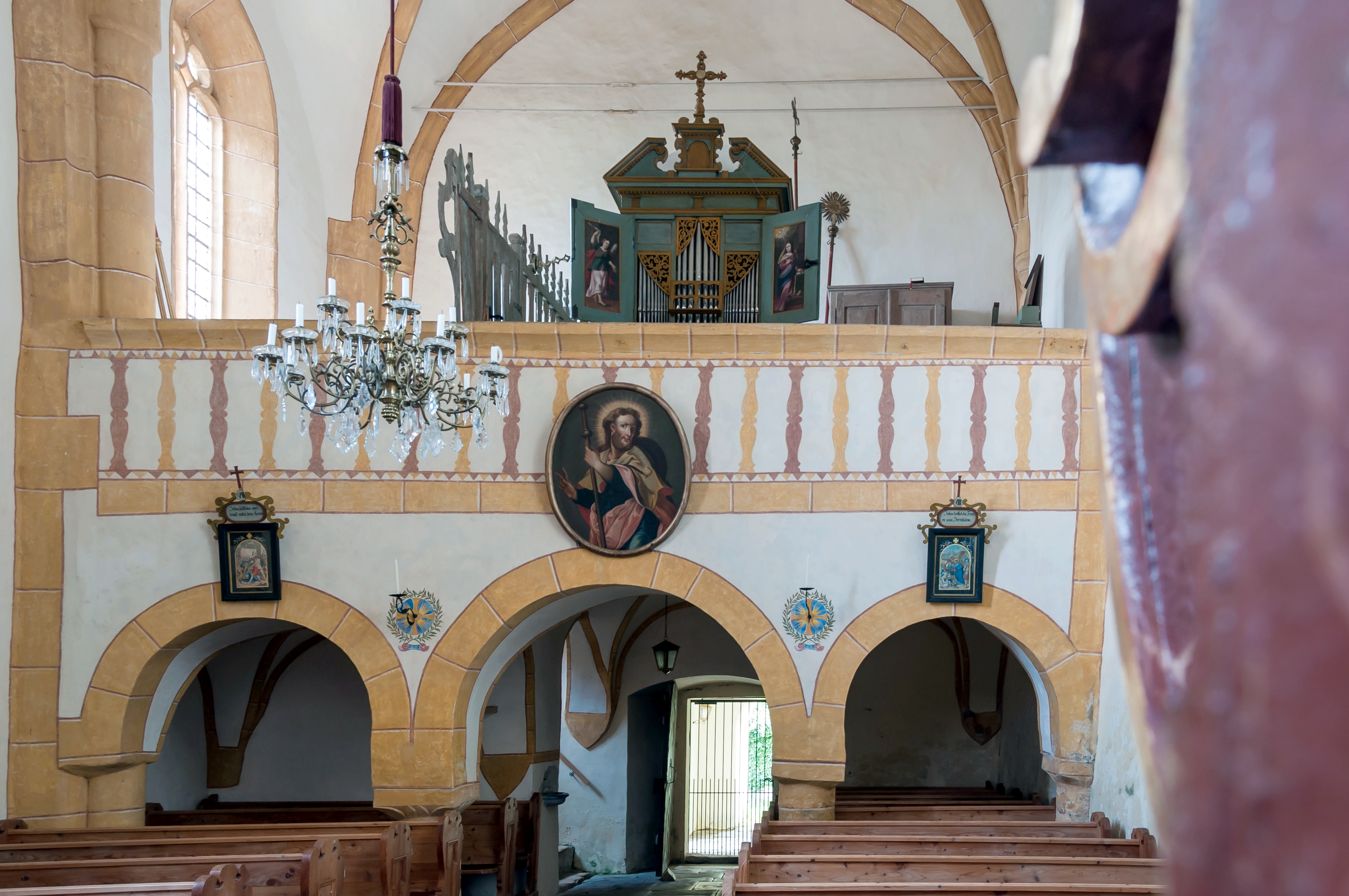
Blick auf die gemauerte Empore sowie die Orgel

Die Kirche wird von einer vollständig erhaltenen Kirchhofmauer mit zwei Rundbogentoren umgeben. An ihrer Westseite steht der 1658 vom Maurermeister Blasius Sorger errichtete Kirchturm mit einer 1680 aufgesetzten Zwiebelhaube mit Laterne sowie einer im 15. Jahrhundert gegossenen Glocke. An allen Seiten des Kirchengebäudes befinden sich abgetreppte Strebepfeiler, wobei einer im Südwesten das Datum 1525 zeigt. Die zweibahnigen Maßwerkfenster aus der Bauzeit sind bis heute großteils erhalten. Ein verstäbtes Spitzbogenportal mit schulterbogigen Sturz und einem hohen Tympanonfeld an der Südseite führt in den Innenraum.
Das dreijochige Kirchenschiff wird von einem an der Südseite auf Runddiensten und an der Nordseite auf Konsolen ruhenden Netzrippengewölbe mit Zweiparallelrippen überspannt. Der zweijochige Chor ist gleich breit wie das Kirchenschiff, hat einen Dreiachtelschluss und ist ebenfalls netzrippengewölbt. Das Chorgewölbe ist allerdings unregelmäßiger als das im Kirchenschiff und ruht zudem auf einer Kopfkonsole. Der Chor ist durch einen eingeschnürten spitzbogigen Fronbogen vom Schiff abgetrennt. Im westlichen Teil des Kirchenschiffes befindet sich eine gemauerte, dreiachsige Empore, die auf Rechteckpfeilern sitzt und vermutlich aus der Zeit um 1658 stammt. Nördlich am Chor ist eine Seitenkapelle angebaut, während an die südliche Chorseite die Sakristei anschließt. Die Umrahmung der Tür zur Sakristei ist reich gestaltet. So ruht auf Büstenkonsolen ein gedrückter und im oberen Teil zum Kielbogen ausgebildeter Bogen mit von zwei Fialen flankierten Krabben und einer Kreuzblume. In den Feldern befinden sich Wappenschilde und das darüber liegende Kaffgesims ist in seiner Kehle mit einem Weinrebenfries verziert. Die Kanzel datiert auf das Jahr 1749 und die Orgel mit bis heute erhaltenem originalen Spielwerk und bemalten Flügeltüren stammt aus dem Anfang des 18. Jahrhunderts.
Der Hochaltar mit Umgangsportalen wurde um 1750 aufgestellt. Sein Altarblatt stammt aus dem dritten Viertel des 17. Jahrhunderts und zeigt die Taufe Jesus. Auf dem Altar stehen zudem Statuen der Heiligen Johannes, Johannes Nepomuk, Johannes der Täufer sowie Martin von Tours. Die beiden Seitenaltäre wurden im dritten Viertel des 17. Jahrhunderts errichtet. Das Altarblatt des linken Seitenaltars zeigt eine Mondsichelmadonna, während das auf dem rechten Altar den heiligen Johannes auf Patmos darstellt. Der Altar in der nördlichen Seitenkapelle datiert auf das Jahr 1719 und trägt Statuen der Heiligen Augustinus, Blasius und Florian. In der Seitenkapelle befindet sich auch ein aus dem ersten Drittel des 17. Jahrhunderts stammendes Altarfragment. An der nördlichen Wand des Chores steht ein um 1720 angefertigter Kredenzaltar mit Johanneshaupt. Darüber ist an einem schmiedeeisernen Arm ein Ewiges Licht angebracht. In der Kirche hängen ovale und zu Beginn des 18. Jahrhunderts gemalte Apostelbilder. Die Kirchenstühle stammen aus der Zeit um 1700.